# Leroy Carr
Leroy Carr (Nashville, Tennessee, 1905. március 27. – Indianapolis, Indiana, 1935. április 29.) amerikai blues énekes, dalszerző, zongorista. Egyéni stílusára jellemző volt a laza előadásmód és a dúdolás. Népszerű előadó volt, stílusa olyan későbbi előadókra volt hatással, mint Nat King Cole és Ray Charles. Első ismertté vált dala a How Long, How Long Blues, amit a Vocalion Records adott ki 1928-ban.

## Élete
Carr a Tennessee állambeli Nashville-ben született. Bár korai halála megakadályozta, hogy még több lemezfelvételt készítsen, Carr jelentős életművet hagyott hátra. 1928 és 1935 között mintegy 100 lemezfelvételt készítettek vele. Hosszú ideig együtt játszott Scrapper Blackwell gitárossal. A kettősük játéka igen népszerű volt a kifinomult ízléssel rendelkező néger hallgatóság körében. Carr éneklési stílusa a blues éneklését „városiassá” tette, amit olyan előadók vittek tovább, mint T-Bone Walker, Charles Brown, Amos Milburn, Jimmy Witherspoon és Ray Charles.
Count Basie és Jimmy Rushing felhasználta Carr néhány dalát.  Basie zenekara Carr zongorajátékának stílusát mutatja.
Dalait olyan ismert előadók adták elő, mint Robert Johnson, Ray Charles, Big Bill Broonzy, Moon Mullican, Champion Jack Dupree, Lonnie Donegan és Memphis Slim.
Carr nephritisben halt meg (vesegyulladás), nem sokkal 30. születésnapja után.